# 許陳蓮花
蓮花阿嬤（1924年7月13日—2017年4月20日），本名許陳蓮花，冠夫姓，臺籍慰安妇。

## 生平
蓮花阿嬤1924年出生在汐止。在十七歲時原本在臺北市南港的草繩廠工作，十九歲被日本人騙去菲律賓作慰安婦。當時20多位同行的台灣慰安婦，只有蓮花阿嬤和另一位女子回到台灣。
蓮花阿嬤一位在菲律賓認識的台籍日本兵共組家庭。首度舉行控訴記者會時，她原先在黑布後面準備發表證言，但見到眾多攝影機後就從後門逃離。直到2013年《蘆葦之歌》她才公開身分，面對首映會的鎂光燈，說：「到這個年紀，我已經沒什麼好怕了。」同年12月10日國際人權日，婦女救援基金會引進曾於韓國、香港、德國、美國巡迴的「慰安婦招募」特展，她在同月9日出席並進入重建的慰安所，追憶當年經歷。
2014年4月17日，《馬關條約》119週年，中華民國總統馬英九邀請蓮花阿嬤與小桃阿嬤共進午餐。
2015年5月，馬英九就職總統七週年紀念，蓮花阿嬤以「政策受益者」之一的貴賓身分坐在第一排。7月，婦援會為九十一歲的她慶生，在KTV包廂裡讓她盡情高歌，東京和京都的台灣慰安婦支援團體兩位成員特地搭機來臺為陪她過生日。8月，《蘆葦之歌》上映時，片中紀錄的六位主角只有蓮花阿嬤與小桃阿嬤還在世。8月14日的「國際慰安婦日紀念晚會」，音樂工作者黃鏡丞、黃思農演唱《春夏秋冬》，獻給喜愛且曾錄製此歌的蓮花阿嬤。
2016年2月17日，婦援會宣告阿嬤家-和平與女性人權館將於大稻埕設立，恰巧蓮花阿嬤從南洋回來後在附近賣過冰。不識字、九十二歲的她為達成該館的資金募集，努力完成於婦援會出版的《鐵盒的青春》和《堅強的理由》兩本書封底的簽名任務。
2017年3月8日，阿嬤家-和平與女性人權館全面開館，館內陳設的韓裔美籍藝術家李昌珍的錄像作品《慰安婦招募》中，受訪的蓮花阿嬤訴說同行的女孩們發現被騙到菲律賓當慰安婦的情景：「船一到岸，士兵來接我們，送我們到宿舍。……就是這樣，大家都開始哭。我們被騙過來，所有女孩一起大哭，大家哭得很傷心。」
2017年4月20日晚間8點左右，蓮花阿嬤因腸道破裂引發感染而離世，享耆壽93歲。